# 스티븐 케이플 주니어
스티븐 케이플 주니어(영어: Steven Caple Jr., 1988년 2월 16일 ~ )는 미국의 영화 감독이다. 클리블랜드 출신으로 영화 《크리드 2》를 연출했다.

## 연출 작품
- 더 랜드 (2016, The Land)
- 크리드 2 (2018)
- 트랜스포머: 비스트의 서막 (2023)